# Ryan McPartlin
Ryan McPartlin (* 3. července 1975 in Chicago, Illinois, USA) je americký herec.

## Mládí
McPartlin se narodil a vyrostl na předměstí Chicaga. Získal titul v řečových komunikacích na University of Illinois at Urbana-Champaign. Byl členem fotbalového týmu Fighting Illini a byl oceněn univerzitním monogramem za hru v sezóně 1994.
Po absolvování školy se rozhodl McPartlin strávit několik měsíců v Austrálii a na Novém Zélandu a prohlédnout si australské vnitrozemí a rozhodnout se, jakou cestou, by se měla jeho kariéra vydat. Bylo jasné, že chce být herec a tak se přestěhoval do Jižní Kalifornie následovat své sny.

## Kariéra
Ryan McPartlin je nejvíce známý ze své role Hanka Bennetta v populárním mýdlové opeře Passions, kde nahradil Daltona Jamese od dubna 2001 do dubna 2004. Krátce vystoupil v seriálu L.A. 7 s britskou popovou skupinou S Club 7 jako "Ryan" v epizodě "Mr. Muscle".
Začal účinkovat jako Riley Martin v televizním sitcomu Living with Fran spolu s Fran Drescher od uvedení v dubnu 2005. Living with Fran bylo zrušeno 17. května 2006, po druhé sérii. McPartlin původně zkoušel roli Clarka Kenta, Supermana, ve filmu Superman se vrací, ale roli nakonec získal Brandon Routh.
V současnosti hraje Devona v NBC seriálu Chuck.

## Osobní život
Tráví mnoha svého nepracovního času na kurzech hraní a říká, že jeho další vášní jsou téměř všechny venkovní fyzické aktivity, včetně scuba divingu, tenisu, snowboardingu a raketbalu. Ryan se stará o své fyzické zdraví a je certifikovaný osobní trenér.
26. října 2002 se oženil s herečkou Danielle Kirlin.